# Lesch Schmidt
Lesch Schmidt (* 1957 in Gießen) ist ein deutscher Komponist. Der Sohn des Arztes Werner Schmidt und Bruder der Autorin und Suhrkamp-Verlegerin Ulla Berkéwicz lebt in Berlin.

## Leben
Nach einem Medizinstudium lernte Schmidt 1988 John Cage kennen, der Schmidts Kompositionen für seine Stiftung in Eveston/Illinois annahm. 1988 erhielt er einen Werkauftrag für die Vertonung von Georg Kaisers „Von Morgens bis Mitternachts“ und führte diese Oper 1989 an den Städtischen Bühnen Frankfurt am Main auf. In den Jahren 1992 bis 1994 entstand im Rahmen eines Suhrkamp-Stipendiums die Komposition „Der Golem in Bayreuth“ (Libretto Ulla Berkewicz). Von 1995 bis 1998 komponierte und produzierte Lesch Schmidt „Serenader“ für Kammermusikensemble und Rhythmussektion. 1999 wurde „Der Golem in Bayreuth“ unter Lesch Schmidts Mitarbeit in der Regie von Einar Schleef am Wiener Burgtheater uraufgeführt. Die Produktion der CD „Der Golem in Bayreuth“ fand in den Jahren 2000 bis 2002 statt.
2003 bis 2006 komponierte Schmidt das Musiktheaterspiel „Da fällt die Welt vom Stuhl“ mit dem Untertitel „Eine Zukunftsmusik“ (Libretto Ulla Berkewicz). 2004 hielt er Vorlesungen an der Universität Ottawa/Kanada sowie Workshops und Konzerte. Im selben Jahr wurde er mit dem „Franz Liszt Prize for Musical Composition“ 2004 der Europäischen Kulturstiftung und der Cité des Cultures de la Paix ausgezeichnet. 2005 folgten Vorlesungen, Workshops und Konzerte an der Universität Pittsburgh/Pennsylvania. 2007 bis 2010 entstand die CD-Produktion „Brandmusik“. Anfang 2010 erhielt Schmidt einen Werkauftrag zur Vertonung des „Requiems für Ernst Jandl“ von Friederike Mayröcker und 2011 einen Werkauftrag zur Vertonung des „Kaspar“ von Peter Handke.